# La indagación

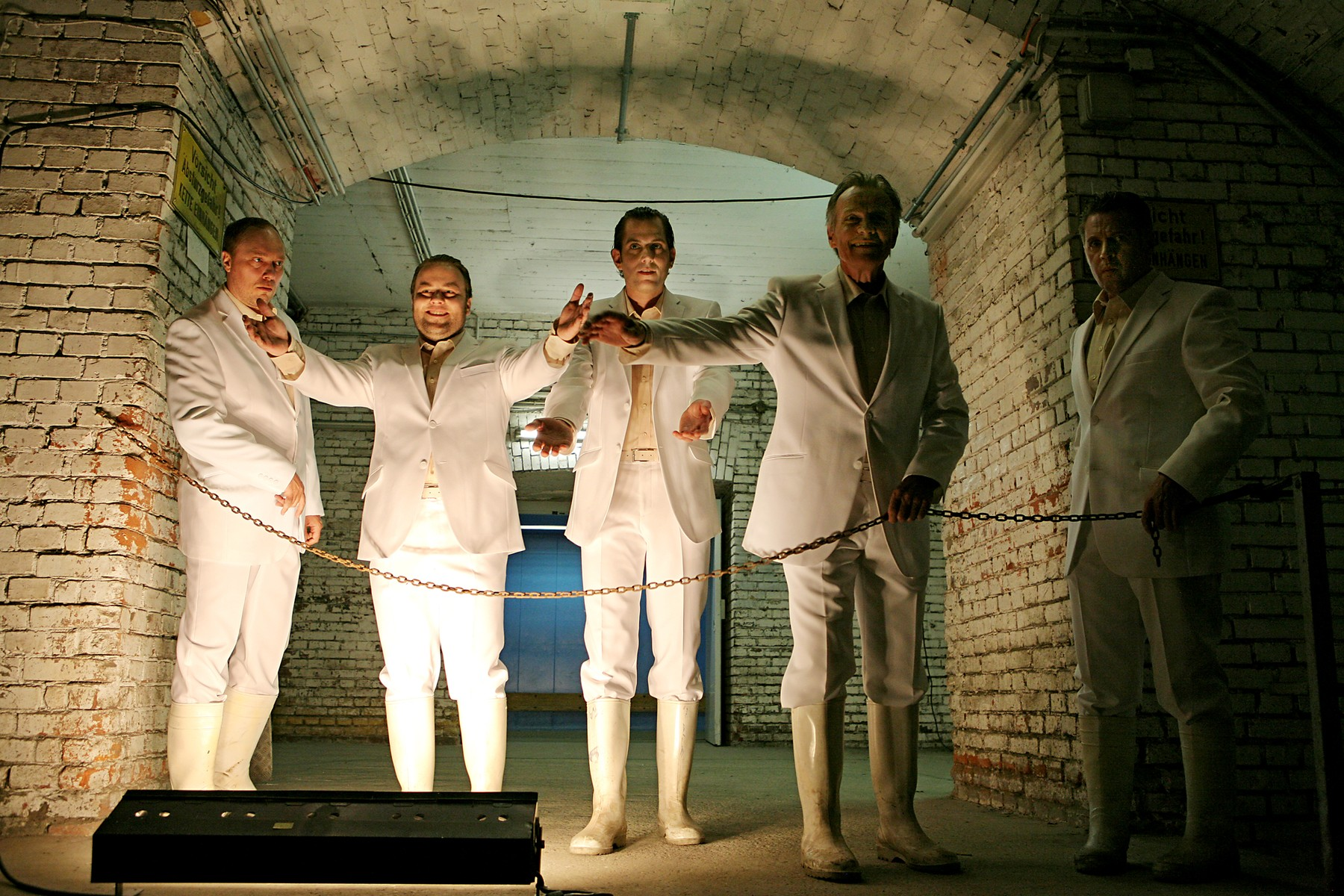
Puesta en escena de La indagación en el recinto del partido nazi en el Teatro Estatal de Núremberg, junio de 2009, dirección de Kathrin Mädler (fotógrafo: Marion Bührle)

La indagación. Oratorio en 11 cantos  es una obra de teatro del dramaturgo alemán Peter Weiss de 1965 que aborda el primer juicio de Auschwitz en Fráncfort del Meno de 1963 a 1965 utilizando los medios del teatro documental. Se estrenó el 19 de octubre de 1965 como parte de un estreno en Ring (anillo) en quince teatros de Alemania Occidental y Alemania Oriental y por la Royal Shakespeare Company de Londres. El propio Weiss participó como espectador en el proceso de Auschwitz y desarrolló su obra a partir de los protocolos de Bernd Naumann. 
En 1966, la producción se presentó en el Dramaten de Estocolmo, que contó con decorados y vestuario diseñados por la esposa de Weiss, Gunilla Palmstierna-Weiss, y fue dirigida por Ingmar Bergman. 

## El proyecto de teatro mundial

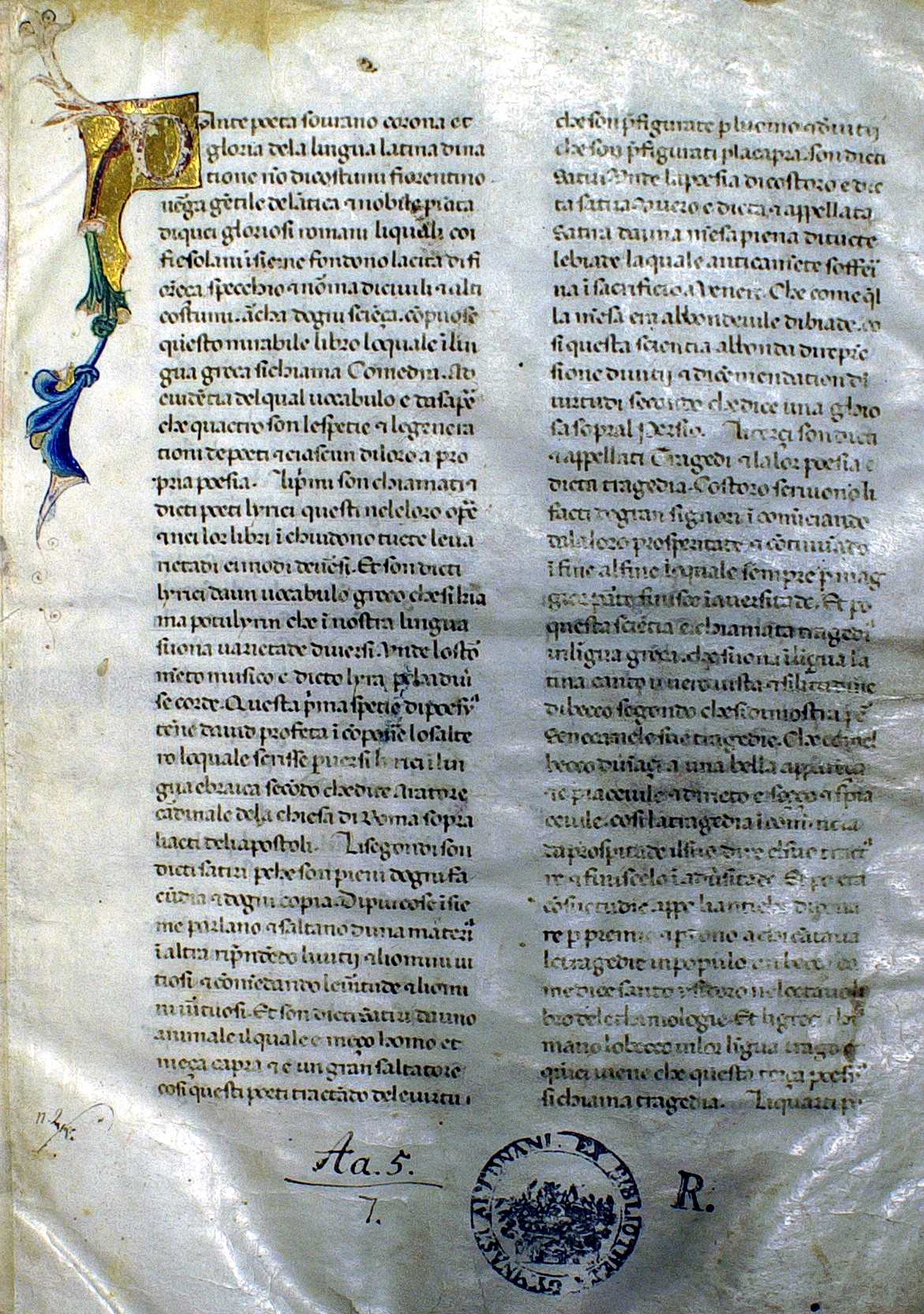
Codex Altonensis, manuscrito italiano de la Divina Comedia de Dante

La indagación pretendía ser parte de un proyecto más amplio de "teatro mundial" que seguía la estructura de tres partes de la Divina Comedia de Dante Alighieri, que incluye las esferas del más allá: el infierno, el paraíso y el purgatorio en el medio. A la inversa de las creencias de Dante, La indagación debería corresponder al “paradiso” del concepto de Dante y el paraíso debería ser el lugar de desesperación para quienes sufren. El drama Inferno, escrito en 1964 y publicado póstuamamente en 2003, también incluía la otra vida representada en el título. Sin embargo, debido a la importancia histórica del proceso de Auschwitz, el proyecto Divina Commedia fue archivado y la tercera parte se publicó por separado como La indagación. 

## Forma, estructura y contenido
Un oratorio es una forma de concierto relativamente fija, generalmente una narración dramática de varias partes y varias voces con contenido religioso, generalmente utilizada en Europa occidental para las historias de la Pasión y la Navidad. Por lo tanto, los contenidos son tradicionalmente acontecimientos centrales del mito cristiano, que en última instancia abordan la redención y el rescate. El oratorio de Weiss, al contrario, muestra la ruptura de la civilización del Holocausto, que se convierte en un acontecimiento central que excluye cualquier rescate.
Los once cantos de La indagación, que tienen una función tanto narrativa como dialógica, resumen temáticamente en capítulos las imputaciones contra varios guardias. Siguen el camino de las víctimas desde la rampa de llegada a Auschwitz hasta los crematorios, de modo que se relatan facetas cada vez más crueles del exterminio masivo anónimo. Esta estructura también se basa en la representación del camino cristiano de sufrimiento en etapas, por ejemplo en la Gran Pasión de Alberto Durero en once grabados en madera.
A diferencia del histórico juicio de Auschwitz, sólo 18 acusados están siendo juzgados. Estos pueden identificarse claramente por sus nombres y declaraciones. Weiss, por otro lado, resume las declaraciones de varios cientos de testigos en las cifras de testigos ficticias, representativas pero anonimizadas del 1 al 9. Entre ellos, dos testigos están del lado del acusado como ayudantes externos al campo; los otros testigos son ex prisioneros, entre ellos dos mujeres. La anonimización de los testigos sigue los hechos reales en los que los nombres de las víctimas de Auschwitz tuvieron que dar paso a un número tatuado en su piel.
Weiss presenta las declaraciones de acusados y testigos, abogados defensores, fiscales y jueces de tal manera que las contradicciones entre las declaraciones de los perpetradores y las víctimas atraviesan todo el texto y obligan constantemente al público a emitir sus propios juicios sin ningún fundamento sólido.. El final abierto de la pieza corresponde al enfoque depsicologizado del autor, que quiso centrarse en la responsabilidad social del individuo y sus opciones, incluso en condiciones de dictadura.

## Forma lingüística y retórica exculpatoria.

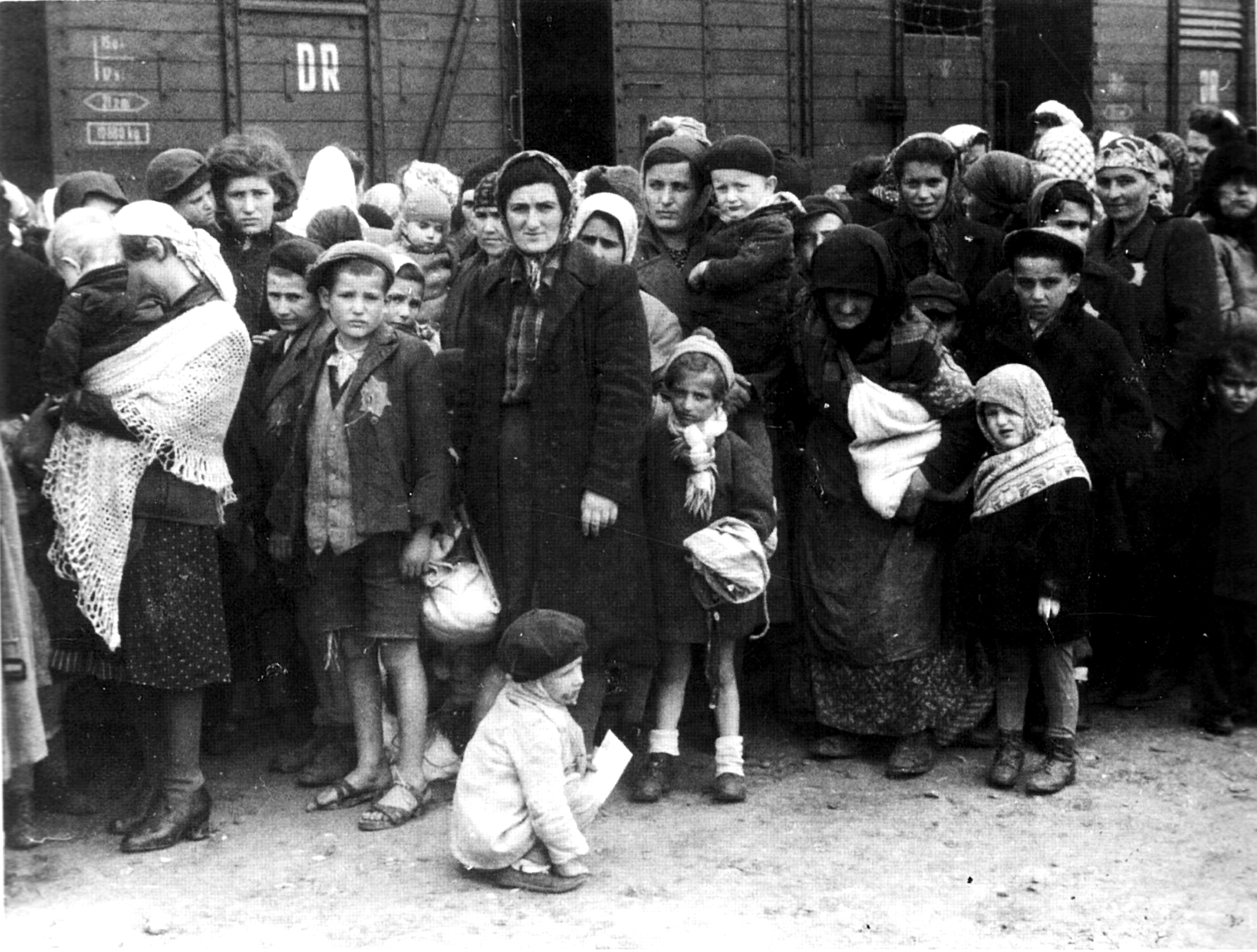
Archivos Federales Imagen 183-N0827-318, campo de concentración de Auschwitz, llegada de judíos húngaros

Weiss evita deliberadamente los elementos decorativos: la escenografía debe limitarse a una sala sobria y evitar cualquier distracción de los informes de los testigos; el texto se compone de una estructura de frases clara y manejable, sin puntuación alguna y ambientado como una epopeya sin rima: sólo cuenta la palabra, a través de la cual se transmite al espectador la vida y la muerte en el campo de concentración. Los acontecimientos se narran de forma objetiva, sobria y en gran medida sin emoción: aunque el autor describe el oratorio como un "drama", se pronuncia en contra de una representación realista debido al material emotivo y a favor de una reducción a la concentración de los hechos, la única emoción mencionada es la risa repetitiva del acusado y su indignación ante las acusaciones.
Estos efectos de alienación crean un efecto dramatúrgico más intenso en el espectador. La ritmización del lenguaje en las declaraciones de los personajes tiene el mismo propósito. Debido a su estrategia de universalización, el autor evita utilizar la palabra “judío” a lo largo de toda la pieza y sólo al final se menciona un motivo racista para el asesinato en masa; Los presos políticos y criminales, así como los prisioneros de guerra soviéticos, se mencionan como grupos especiales, además de los encarcelados por motivos raciales.
Los imputados intentan negar, banalizar o justificar sus acciones con las siguientes estrategias de exoneración:
- Estatuto de limitaciones para los delitos: Las acusaciones son inoportunas debido a la exitosa reconstrucción después de la guerra.
- Simples negaciones, quejas sobre las acusaciones, los acusados son las víctimas.
- Justificación por deber militar y mantenimiento del orden.
- Reducción de la propia actividad a una función parcial o mínima ("Yo sólo estaba allí para...; sólo en algunos casos...; sólo como compañero...")
- No había oportunidad de pensar en la conexión de las piezas y el propósito del almacén.
- Ignorancia (“En el mejor de los casos, sólo lo supe de oídas...”) o incredulidad sobre el evento en general, que supuestamente solo se descubrió más tarde, o pérdida de memoria.
- Realizar servicios de amistad para los presos, incluso hasta el punto de ponerse en peligro.
- Agotar todas las posibilidades de rechazar pedidos
- El asesinato como decisión personal: “Todos tuvieron la oportunidad de sobrevivir”

Sólo unos pocos acusados admiten su culpabilidad. Los testigos 1 y 2 también argumentan predominantemente en términos de disculpa. Peter Weiss aclara así el complejo de la “segunda culpa” (Ralph Giordano), que Giordano ve en la represión y la negación de la “primera culpa”, es decir, los crímenes cometidos en el contexto del nacionalsocialismo. 

## El asesinato en masa en su sociedad.
En su tesis sobre la banalidad del mal, Hannah Arendt intentó conceptualizar la conexión entre la sociedad original y el asesinato industrial: la sociedad tuvo una participación más o menos directa en el asesinato en masa, que fue aceptado a través del aumento extremo de la normalidad de los valores de la sociedad. y el comportamiento se hizo posible. A partir de la observación del juicio de Adolf Eichmann, utilizó este caso individual para formar una hipótesis sobre la crueldad potencial inherente a la cultura en general.

El campo de concentración de Auschwitz como rama final de un sistema

Weiss es aún más claro: en la indagación, el Testigo 3, que anteriormente había sido políticamente activo, explica en Canción de los hornos III que el asesinato en masa no podría haber funcionado sin el apoyo de "mil organismos oficiales" y "millones de otros". que la defensa interpreta correctamente como acusaciones "contra toda una nación". Este testigo 3 ya habla en Canción sobre la posibilidad de supervivencia II de los “roles de guardias” asignados y de los prisioneros que también pueden “hacer guardia”: “Todos conocíamos la sociedad de la que surgió el régimen, que podía crear tales campos. Estábamos familiarizados con la estructura del orden que se aplicaba aquí, por lo que pudimos encontrar la manera de evitar sus consecuencias últimas, en las que al explotador se le permitía desarrollar su dominio hasta un grado previamente desconocido y los explotados aún tenían que proporcionar su harina de huesos. (Todos los signos de puntuación se agregan aquí). El Testigo 3 se ocupa de pasar de la "actitud sublime" moralizante a una visión sistémica  del horror: Peter Weiss amplía la observación más psicológica de Hannah Arendt sobre el caso individual de Eichmann hasta convertirla en una crítica del capitalismo.

## Recepción
El texto teatral, que fue publicado como preimpresión completa en agosto de 1965 por la revista teatral Theatre Today, entre otros, fue objeto de diversos ataques en el período previo al estreno dos meses después. Críticos de teatro como Joachim Kaiser acusaron al oratorio de Weiss de privar al público de su libertad fundamental de interpretación.  El debate sobre la admisibilidad del proceso estético elegido por Weiss continuó durante semanas en la prensa, la radio y en tres paneles de discusión en Stuttgart, Múnich y Berlín Este en octubre y noviembre de 1965. 
La indagación fue con doce puestas en escena la obra contemporánea más representada en la República Federal en la temporada 1965/1966. Entre 1965 y 1967, teatros de Ámsterdam, Moscú, Nueva York, Praga, Estocolmo y Varsovia incluyeron la obra en sus repertorios.  Las puestas en escenas a nivel internacional se caracterizan por una gran diversidad conceptual entre las formas básicas actuación, la lectura escénica y la interpretación del oratorio-concierto. 
En el debate sobre el concepto de puesta en escena adecuado destacaron especialmente dos producciones del estreno de Ring. La producción de Erwin Piscator en Berlín Occidental (Theater der Freien Volksbühne Berlín, 19 de octubre de 1965) apoyó un enfoque identificativo: el estrado de los testigos representaba una extensión del auditorio. Piscator permitió a la audiencia observar el juicio y a los acusados desde la perspectiva de las víctimas.
Peter Palitzsch, por el contrario, aplicó en la producción de Stuttgart  un concepto anti-identificación, en el que todos los actores cambiaban constantemente de papel: el papel de perpetrador y de víctima se presentaba en Palitzsch como fundamentalmente intercambiables, lo que dificultaba la seguridad ética en uno mismo. 
Después de una pausa de doce años, La indagación se volvió a proyectar por primera vez en 1979 en una escenificación autorizada posteriormente por el autor en el Schlosstheater de Moers, que se transformó en un bar de mala muerte. "Un informe sobre los métodos de tortura se presentó como un programa de entrevistas y la indagación de los acusados se convirtió en un juego de preguntas y respuestas."  Las excusas más transparentes del acusado fueron seguidas de aplausos demostrativos (director: Thomas Schulte-Michels). 
En la década de 1980, varias obras que pasaron a formar parte del discurso emergente sobre la ética y la estética de la representación del Holocausto en la literatura denunciaron La indagación .  Los ataques de estos críticos a la obra y a su autor –incluso se puso en duda la identidad judía de Weiss  (era hijo de padre judío y madre cristiana) fueron sorprendentes. Según los críticos, la obra de Weiss fue una distorsión y explotación del Holocausto por razones ideológicas, un juicio que parece reflejar la Guerra Fría (Weiss era miembro del partido eurocomunista sueco VPK ); la obra sería ingenua, sin vida y mecánica, y lo más inquietante, en opinión de estos críticos, ni siquiera se trataba de los judíos. Esta última afirmación se basó en el hecho de que las palabras "judío" y "Auschwitz" nunca se mencionan (y tampoco la palabra "alemán"), aunque la obra no deja dudas al respecto. En la década de 1990 se produjeron varias refutaciones de estos ataques. 
En 1998, el artista conceptual berlinés Jochen Gerz escenificó la indagación como un juego participativo con 500 actores en tres escenarios berlineses. El grupo de teatro Urwintore, con sede en la República Democrática del Congo y formado por supervivientes del genocidio de Ruanda de 1994, ha presentado la obra en varias ciudades de África, Europa y Estados Unidos.  Cesar's Forum, el pequeño teatro minimalista de Cleveland en Kennedy's Down Under, Playhouse Square, Ohio, presentó la obra en octubre y noviembre de 2015 como parte de la temporada Violins of Hope de la ciudad.  La producción también marcó el 70º aniversario de la liberación de Auschwitz y el juicio por crímenes de guerra de Oskar Groening, "el contador de Auschwitz". La continua relevancia de la obra de Weiss, vinculada a la geopolítica de Siria y ISIS, se vio reforzada el último fin de semana de la producción por los ataques de París de noviembre de 2015.
Como parte de una producción cíclica de 24 horas del Münster City Ensemble, la versión teatral de la obra, ampliada con un epílogo  se estrenará el 8 de mayo de 2022 en las instalaciones del Tribunal de Distrito de Münster.  El epílogo, escrito por la directora Carola von Senckendorff, aborda la participación del juez presidente Hans Hofmeyer al permitir hablar al científico de Colonia Matias Ristic,  quien confronta a Hofmeyer con los resultados de la indagación sobre su pasado como juez nazi. Esta ampliación es una actualización que subraya la importancia de la pieza para el presente. 

## Recepción en el contexto de la cultura del recuerdo alemana.
Desde la década de 1990, la pieza ha adquirido una importancia significativa dentro de la cultura del recuerdo alemana. Extractos de la pieza se han representado repetidamente en eventos del día Conmemorativo de las Víctimas del Nacionalsocialismo. La indagación también se ha llevado a cabo a menudo en lugares destacados fuera de los teatros estatales y urbanos, incluidos centros de justicia y tribunales de distrito,  ayuntamientos, iglesias, antiguas prisiones, monumentos conmemorativos del Holocausto y en los lugares de reunión del partido nazi. Como parte del estreno de Ring en octubre de 1965, La indagación tuvo una lectura escenificada en la sala de reuniones de la Cámara Popular de la RDA. Por sugerencia del filólogo clásico e historiador literario Walter Jens, la obra ha sido objeto de lecturas escenificadas en los parlamentos estatales alemanes en varias ocasiones (p. ej. Parlamento del Estado de Baja Sajonia, 11 de febrero de 2009; Ciudadanía de Bremen, 10 de marzo de 2016).

## Ediciones
- Peter Weiss: Die Ermittlung: Oratorium in 11 Gesängen. Fráncfort del Meno: Suhrkamp 1965.
- Peter Weiss: Die Ermittlung: Oratorium in 11 Gesängen. Textausgabe mit einem Kommentar von Marita Meyer. Fráncfort del Meno: Suhrkamp 2005.
- Peter Weiss: Die Ermittlung: Oratorium in 11 Gesängen. Con un DVD de la adaptación televisiva. Fráncfort del Meno: Suhrkamp 2008 (NDR-Produktion 1966, Regie: Peter Schulze-Rohr). [19]
- Peter Weiss: Die Ermittlung: Oratorium in 11 Gesängen. Textausgabe mit einem Anhang von Walter Jens und Ernst Schumacher. Fráncfort del Meno: Suhrkamp 2014.

## Adaptación cinematográfica
- R. P. Kahl dirigió una nueva versión de la obra, filmada en el estudio berlinés Adlershof, con un reparto de 60 personas. Se trata de un proyecto híbrido con elementos cinematográficos, teatrales y televisivos. [20] Incluye a Rainer Bock como juez, Bernhard Schütz como abogado defensor y Clemens Schick como fiscal, así como a André Hennicke, Nicolette Krebitz, Peter Lohmeyer, Karl Markovics, Christiane Paul, Barbara Philipp, Andreas Pietschmann, Michael Schenk, Peter Schneider, Sabine Timoteo y Tom Wlaschiha como testigo. Wilfried Hochholdinger, Timo Jacobs, Niels Bruno Schmidt y Arndt Schwering-Sohnrey interpretan, entre otros, a los acusados. El largometraje fue producido por Alexander van Dülmen, con ARTE, BR y WDR como asociados y en colaboración con su A Company Film Licensing. El estreno está previsto para 2024. [21][22]

## Adaptaciones musicales
- Luigi Nono: La fábrica iluminada. Ha venido, Canciones para Silvia. Ricorda cosa ti hanno fatto en Auschwitz. Carla Henius, Barbara Miller, Stefania Woytowicz y otros, Mainz: Wergo / SunnyMoon 1992 (Ricorda cosa ti hanno fatto en Auschwitz se basa en la música incidental de diez partes de Nono que acompañó las producciones de 1965 en Berlín Occidental, Essen, Potsdam y Rostock). [23][24]
- Frederic Rzewski: The Triumph of Death. Composición para voces y cuarteto de cuerda (1987/88). Estreno: Universidad de Yale, alrededor de 1991, estreno en Alemania: Kunstfest Weimar, 30 de agosto de 2015 [25][26]
- Luca Brignole: Tra i vivi non posso più stare, para flauta, clarinete, batería, contralto, bajo, violín, viola, violonchelo, contrabajo (compuesta en 2012)